# 七·二一指示
七·二一指示，是1968年7月21日毛泽东在《人民日报》关于《从上海机床厂看培养工程技术人员的道路（调查报告）》的编者按清样中加写的一段话，对中华人民共和国高等教育体制产生了重大影响。

## 背景
1958年，毛泽东提出教育“必须同生产劳动相结合”。1960年起，毛泽东对教育的批评增加。1966年5月7日，毛泽东审阅中国人民解放军总后勤部《关于进一步搞好部队副业生产的报告》后致信林彪，此信后被称为“五七指示”，毛泽东在信中要求全国各行各业都要办成一个大学校。
1966年“文化大革命”爆发后，高等院校及中等学校学生纷纷大串联及参加造反，高等院校陆续停办裁撤，人才培养陷入停滞，各行各业人才严重短缺。尽管1967年《关于大、中、小学校复课闹革命的通知》提出“复课闹革命”，但高等院校多已人去楼空。
文化大革命初期，1968年春节后，记者组遵照上海市的意图来到上海机床厂调查“文化大革命”“斗、批、改”情况，上海的《文汇报》与中央的新华社记者共同写出了《从上海机床厂看培养工程技术人员的道路（调查报告）》。当时，上海机床厂的青年技术员中，大专院校毕业生约350人（其中10%是研究生及留学生），从工人中提拔的技术人员约250人（其中少数曾被派往中等专科学校进修）。调查报告中称：“过去走资派竭力把反动‘权威’捧为青年技术人员的学习‘偶像’，要他们‘向专家看齐’，‘为当工程师而奋斗’。现在，许多青年技术人员思想面貌发生了显著变化，认识到名利思想是‘修’字的根，资产阶级的头衔不能争。”调查报告的结论是：“从工人中选拔技术人员，这是一条培养无产阶级工程技术人员的道路。”
调查报告还提供例证：一位14岁当学徒的工人，“18岁被保送到上海机器制造学校学习4年，1957年开始在磨床研究所担任技术员。今年4月，由他担任主任设计师，试制成功了一台具有国际先进水平、为我国工业技术的发展所急需的大型平面磨床。”而另一方面，“一个是上海某大学的毕业生，毕业后又专门学了一年外语，再去外国留学4年，得了一个‘副博士’的学位，1962年开始到磨床研究所实验室担任技术员。像这样一个在学校里读了20多年书的人，过去由于理论脱离实际，又没有很好地同工人结合，所以长时期在科学研究方面没有作出突出的成就。”调查报告进而提出“教育革命的方向”是“学校教育要与生产劳动相结合，学校要由有经验的工人去当教师，让工人登上讲台。有些课程就可以在车间里由工人讲授”，“由基层选拔政治思想好的，具有两三年或四五年劳动实践经验的初、高中毕业生进入大专院校学习”。
但上述调查报告多有不实之处。实际上自1950年起，工人便已进入上海机床厂的技术队伍。1997年出版的《上海成人高等教育志（1863-1990)》载，截至1965年，上海机床厂636名技术人员中，有272名是从工人中提拔的。1966年6月文革爆发后，上海机床厂业余大学停办。调查报告中的副博士是留学苏联归国的曹婉倩，而“具有国际先进水平”的平面磨床正是采用了曹婉倩研发出来的轴承。

## 指示内容及发表经过
1968年7月21日，中国共产党中央委员会主席毛泽东在《人民日报》关于《从上海机床厂看培养工程技术人员的道路（调查报告）》的编者按清样中加写道：“大学还是要办的，我这里主要说的是理工科大学还要办，但学制要缩短，教育要革命，要无产阶级政治挂帅，走上海机床厂从工人中培养技术人员的道路。要从有实践经验的工人农民中间选拔学生，到学校学几年以后，又回到生产实践中去。”这段话即“七·二一指示”。1968年7月22日，《人民日报》发表了该调查报告及编者按。编者按称，该调查报告“提出了学校教育革命的方向”。

## 影响
“七·二一指示”对文革时期中华人民共和国高等教育体制产生了重大影响，主要有如下方面：
- 七·二一大学：各地厂矿企业开办的职工大学，从职工中选拔学员，在“七·二一大学”学习几年后，又回到生产岗位上继续当职工。1968年9月，上海机床厂为贯彻“七·二一指示”，创办了“七·二一大学”，这是中华人民共和国全国第一所“七·二一大学”[6][1]。1975年6月，中华人民共和国第一机械工业部和中华人民共和国教育部在上海召开“全国七·二一工人大学教育革命经验交流会”，称其“体现了社会主义教育事业的发展方向”[6]。此后“七·二一大学”在全国获得迅猛发展[7][1]。
- 工农兵上大学：高等院校废除考试制度，通过“群众推荐、领导批准、学校复审相结合”的办法招收工农兵学员。

## 否定
1977年8月8日，邓小平在科学和教育工作座谈会上讲话称：“教育还是要两条腿走路。就高等教育来说，大专院校是一条腿，各种半工半读的和业余的大学是一条腿，两条腿走路。”1977年9月19日，邓小平在同方毅、刘西尧、雍文涛、李琦等人的谈话中指出：“毛泽东同志的七二一指示要正确地去理解。七二一大学、共产主义劳动大学，各省自己去搞，办法由他们自己定，毕业生不属国家统一分配范围。但是清华大学、北京大学恐怕不能这样办，并不是所有大学都要走上海机床厂的道路。”
此后，各地“七·二一大学”进行了大规模调整整顿，另外中国还恢复了高考制度。
1984年，中共上海机床厂党委做出决定，彻底否定了1968年的《从上海机床厂看培养工程技术人员的道路（调查报告）》。

## 延伸阅读
- 维基文库中的相關文獻：从上海机床厂看培养工程技术人员的道路
- 《七·二一指示放光芒》，辽宁人民出版社，1974年.
- 《“七·二一”道路放光芒》，人民教育出版社，1975年.
- 辽宁省教育局：《办好“七·二一”大学：辽宁省“七·二一”工人大学、理工科院校教育革命经验选》，辽宁人民出版社，1975年.
- 东北工学院工农兵学员上管改委员会：《为使学校成为无产阶级专政的工具而奋斗：纪念毛主席〈七·二一指示〉发表七周年文章选编》，1975年.
- 《沿着“七·二一”道路胜利前进》，北京人民出版社，1976年.
- 《一所社会主义新型大学：上海机床厂七·二一工人大学在前进》，上海人民出版社，1976年.